# Pasquale Testini
Pasquale Testini (Ruvo di Puglia, 17 maggio 1924 – Roma, 17 ottobre 1989) è stato un archeologo e docente universitario italiano.

## Biografia
Nato a Ruvo di Puglia nel 1924, si laureò in archeologia cristiana presso l'Università di Roma per poi ereditarne la stessa cattedra nel 1948 e trasferirsi nel 1951 presso il Pontificio Istituto di Archeologia Cristiana. Dopo dieci anni di studi pubblicò il manuale Archeologia Cristiana, ancora oggi attuale. In seguito insegnò anche presso l'Università La Sapienza ed iniziò a concentrare i suoi studi sui monumenti paleocristiani. Nel 1952 identificò la cripta di Ampliato nelle catacombe di Domitilla e dieci anni dopo dette vita ad un corso di iniziazione alle antichità cristiane presso il Pontificio Istituto di Archeologia.
Tra il 1959 e il 1962 condusse gli scavi nell'area della chiesa e del monastero di Ramat Rachel, in Israele. Nel 1963 pubblicò alcuni suoi studi sull'iconografia di Cristo tra gli apostoli e nel 1972 riguardo all'origine della rappresentazione artistica di San Giuseppe. Inoltre tra il 1970 e il 1979 scoprì il santuario di Sant'Ippolito sull'Isola Sacra e condusse le indagini sul complesso funerario di Cornus, in Sardegna. Nel 1985 pubblicò una ricerca sul simbolismo degli animali nell'arte figurativa paleocristiana. Tuttavia non dimenticò mai la sua terra d'origine e pubblicò alcuni suoi studi sulla concattedrale di Ruvo di Puglia e sulla grotta di San Cleto sottostante alla chiesa del Purgatorio. Morì a Roma nell'ottobre del 1989.

## Opere
- Pasquale Testini, San Saba, Roma, Marietti, 1961.
- Pasquale Testini, Catacombe e Cimiteri cristiani di Roma, Bologna, 1966.
- Pasquale Testini, Scritti di archeologia cristiana. Le immagini, i luoghi, i contesti, Città del Vaticano, 2009, ISBN 978-88-85991-49-1.